# Vlad Doronin
Vladislav Doronin (ryska: Владислав Юрьевич Доро́нин), född 7 november 1962, är en ryskfödd oligark, fastighetsutvecklare och konstsamlare. Han är ägare till och ordförande för Aman Resorts, ordförande och VD för OKO Group och en av grundarna av den Moskvabaserade Capital Group.

## Biografi
Vladislav Doronin föddes den 7 november 1962 i Leningrad, Ryska federativa socialistiska sovjetrepubliken (nu Sankt Petersburg, Ryssland) i en rysk familj med Jurij Grigorjevitj Doronin (född 15 september 1937) och Zinaida Mikhailovna Doronina (född 2 oktober 1935). Han tog examen från Moscow Lomonosov State University.

## Affärskarriär

### Marc Rich + Co
1985 flyttade han till Genève och sedan till Zug, där han arbetade under Marc Rich. I tjugoårsåldern arbetade Doronin också i Hong Kong med handel med råvaror i slutet av 80-talet och början av 90-talet.

### Capital Group
1993 var Doronin med och grundade Capital Group,  som gick in på Moskvas kommersiella fastighetsmarknad med klass A-kontor och detaljhandelsprojekt, och senare expanderade med andra premiumbostäder. Doronins jämställda partners i Capital Group från början av 90-talet var Pavel Tio och Eduard Berman. Capital Group har byggt upp sin portfölj till att omfatta 71 exklusiva bostads- och kommersiella projekt med totalt 7 miljoner kvadratmeter yta. 
År 2009 byggde Doronins Capital Group komplexet med blandad användning (kontor och bostäder) i Moskva City, som bestod av två höghustorn och fram till 2011 var den högsta byggnaden i Ryssland. Komplexet designades av Erick van Egeraat.
2011 byggde Capital Group det prisbelönta Legend of Tsvetnoy bostads-, kontors- och butikskomplex i Moskva. Komplexet designades av NBBJ.
2013 bildade Doronins Capital Group ett joint venture med Gavriil Yushvaev, en rysk entreprenör, för uppförandet av OKO – ett höghus med blandad användning (kommersiellt och bostäder) i Moskva International Business Center. År 2016 55 000 kvm. kontorsyta i OKO-utvecklingen såldes till Moskvas regering.
I sin intervju i februari 2016 till tidningen Forbes förklarade Doronin att Capital Group leds gemensamt av de tre partners som fattar strategiska beslut tillsammans. Det operativa ansvaret är uppdelat med Doronin ansvarig för försäljning och förvärv av tillgångar, attrahera investerare, utveckling av arkitektoniska koncept och marknadsföring, Tio ansvarig för relationerna med byggkomplexet i Moskva, nytt projekt och juridiskt arbete och Berman med fokus på inrednings- och byggnadsarbeten i Capital Group-projekt.
Doronin ledde en grupp investerare att köpa ut lyxhotellföretaget Aman Resorts 2014. Därmed blev Doronin involverad i en ägartvist med Omar Amanat och Amans grundare, Adrian Zecha. Amanat hade samarbetat med både Zecha och Doronin för att köpa Aman och hade förväntats bidra med 10 miljoner dollar för en gemensamt finansierad insättning. I början av januari fick Doronin ett bokslut som visade att pengarna kom från Zecha istället. Partnerskapet föll sedan sönder: i april meddelade Zecha sin avgång som VD och ordförande inför en planerad avgång i slutet av juli, och Doronin tog över som VD. En vecka senare låstes Zecha ut från sitt kontor och togs också bort från sitt Aman-ägda hem, varefter han och Amanat gjorde anspråk på äganderätten till företaget. I juli hade tvisten eskalerat till juridiska frågor, med en London High Court som tillfälligt återinsatte Zecha, och Doronin stämde Amanat i New York City och påstod bedrägeri.
Doronin samarbetade med Michael Shvo 2015 för att köpa våningarna 4 till 24 i New York Crown Building i New York för cirka 500 miljoner dollar som ett Aman-utvecklingsprojekt. Efter köpet byggde han om byggnaden till att inkludera 83 hotellrum och 22 lägenheter i tornet, infrastrukturella faciliteter, ett trevånings spa på 2 000 kvadratmeter, en jazzklubb, en cigarrbar och restauranger.
I mars 2016 bekräftade High Court i London en förlikning som nåtts mellan Doronin och likvidatorerna för ett Amanat-grundat företag, som erkände Doronins fullständiga förvärv av Aman Resorts. Amanat dömdes senare 2017 av den federala domstolen för bedrägeri och konspiration och dömdes till fem års fängelse.  
Fram till april 2022 hade han ett innehav på 33% i Capital Group värderat till 74,5 miljoner USD. Han överförde ägandet i företaget till sin mor den 14 april, en dag efter att han lämnat in sin stämningsansökan mot The Aspen Times.

### Aman Resorts
Doronin ledde en grupp investerare som köpte ut lyxhotellföretaget Aman Resorts 2014. I samband med detta blev Doronin inblandad i en ägartvist med Omar Amanat och Amans grundare, Adrian Zecha. Amanat hade ingått partnerskap med både Zecha och Doronin för att köpa Aman, och förväntades bidra med 10 miljoner dollar för en gemensamt finansierad insättning. I början av januari fick Doronin en finansiell rapport som visade att pengarna istället kom från Zecha. Partnerskapet föll sedan isär: i april meddelade Zecha att han avgick som VD och styrelseordförande före den planerade avgången i slutet av juli, och Doronin tog över som VD. En vecka senare låstes Zecha ute från sitt kontor och flyttades även från sitt Aman-ägda hem, varefter han och Amanat hävdade att de ägde företaget. I juli hade tvisten eskalerat till rättsliga frågor, där en domstol i London tillfälligt återinsatte Zecha, och Doronin stämde Amanat i New York City och hävdade att det rörde sig om bedrägeri.
Johan Eliasch, ordförande för International Ski and Snowboard Federation (FIS), var en investerare i Aman Resorts sedan 2014 och lånade företaget 25 miljoner dollar och investerade ytterligare 25 miljoner dollar. Åren 2014-18 var Eliasch ordförande i Amans styrelse och ägde 14% av aktierna i företaget. FIS valde Aspen för herrarnas världscuptävlingar i maj 2022, två månader efter Doronins förvärv av en utmärkt tomt i Aspen och 8 månader efter valet av Eliasch till ordförande för FIS.
Doronin köpte 2015 tillsammans med Michael Shvo våningarna 4-24 i New York Crown Building i New York för cirka 500 miljoner USD som ett Aman-utvecklingsprojekt. Efter köpet byggde han om byggnaden till att omfatta 83 hotellrum och 22 lägenheter i tornet, infrastrukturanläggningar, ett spa i tre våningar på 2 000 m2 (22 000 sq ft), en jazzklubb, en cigarrbar och restauranger.
I mars 2016 bekräftade High Court i London en förlikning mellan Doronin och likvidatorerna i ett av Amanat grundat bolag, och erkände Doronins fullständiga förvärv av Aman Resorts. Amanat dömdes senare 2017 av den federala domstolen för bedrägeri och konspiration och dömdes till fem års fängelse.
I början av 2021 tillkännagav Doronin öppnandet av Aman Groups Crown Building-hotell och lägenhetskomplex, Aman New York, som öppnade för allmänheten i augusti 2022. Det rapporterades att en nattlig kostnad för en svit på basnivå börjar på 3 200 USD eller en inträdesavgift på 200 000 USD. Byggnaden rapporteras ha 22 permanenta bostäder.
I januari 2022 tillkännagav Doronin Amans senaste kontrakt med det italienska varvet T.Mariotti för att bygga en lyxjakt och ett kryssningsfartyg, Aman kallade planerna "projekt Sama". Projektet är ett joint venture mellan Aman och Cruise Saudi och planerar att bygga en 600 fot lång och 23 000 ton tung lyxyacht med plats för cirka 100 gäster.
I augusti 2022 meddelade Doronin att Aman Group har släppt en kollektion av lädervaror som en del av Aman Essentials-linjen, denna linje inkluderade passfodral, väskor och plånböcker. Kollektionen varierar från 250 USD till 4 000 USD. Kristina Romanova, VD för Aman Essentials, arbetade med designen av kollektionen.

### OKO Group
Doronins fastighetsutvecklingsbolag OKO Group tillkännagav i mars 2016 att man i samarbete med det italienska modehuset Missoni Baia kommer att bygga ett lyxigt bostadsområde med ett 57 våningar högt torn på 649 fot, Missoni Baia, i samarbete med det italienska modehuset Missoni. 
2020, med Doronin som ordförande och VD, hade OKO Group samarbetat med Cain International och började bygga ett 57 våningar högt kontorstorn på 830 Brickell, Miami, den första kontorsskyskrapan som byggdes där på över ett decennium. Ett andra partnerskap mellan OKO Group och Cain International i Miami ägde rum med utvecklingen av ett 47 våningar högt bostadstorn vid namn Una på Brickell Waterfront.
Under Doronin köpte OKO i mars 2022 nästan ett tunnland mark på Aspen Mountains underutvecklade västsida för 76 miljoner dollar från Norway Island LLC, en affärsenhet bestående av Jim DeFrancia, Bryan Peterson och Jeff Gorsuch, en tidigare amerikansk skidåkare i utförsåkare., en ägare av en liten kedja av exklusiva skidbutiker och kusin till högsta domstolens associerade domare Neil Gorsuch.   Affären skapade mycket kontrovers i Aspen eftersom Gorsuch och hans partners åtta månader tidigare köpte tomten från Aspen Skiing Company för 10 miljoner dollar. Enligt Doronin har han en långsiktig plan, som går ut på att bygga en lyxhotellfastighet på platsen.
2022 köpte OKO Group och Cain International byggnader i Palm Beach för 147 miljoner dollar.

### Janu
I mars 2020 lanserade Aman, med Doronin som VD, Amans systermärke Janu. Janu är tänkt att vara motsatsen till Amans platser, med en energisk atmosfär. Doronin meddelade i mars 2020 att varumärket Janu kommer att lansera tre hotell som är under uppbyggnad i Montenegro, Saudiarabien och Tokyo. Den första planerade lanseringen är tänkt att bli Tokyo 2023.

### Andra satsningar
Doronin ägde utgivningsrättigheterna i Tyskland och Ryssland till tidningen Interview, stiltidningen som grundades av Andy Warhol.

## Juridiska frågor
I mars 2019 lämnade Nader Tavakoli, en investeringsbankman, in en stämningsansökan mot Doronin relaterad till 250 miljoner dollars förvärv av Aman Resorts. Tavakoli hävdade att han förmedlade förvärvet och lovades en bärad ränta, men blev avsiktligt borttagen från satsningen av Doronin och hans affärspartner Carl Johan Eliasch. Efter att Doronins yrkande om att avskriva ärendet på grund av bristande personlig jurisdiktion avvisades, löstes ärendet snabbt utanför domstol.
I oktober 2021 hade Balearernas högsta domstol avvisat överklagandet från Doronin mot 2019 års dom, som beordrade honom att riva de arbeten som utfördes olagligt 2014 i hans herrgård i ett skogsområde på skyddad rustik mark på Ibiza. Den illegala konstruktionen lokaliserades i Platges de Comte av Naturskyddstjänsten vid Spaniens civilgarde 2014 men fallet drog ut på tiden i flera år. Högsta domstolens dom beordrade Doronin att betala en böter på 1 miljon euro till Sant Joseps kommunfullmäktige och utlöste ytterligare ett rättsfall som utvärderade allvaret i den stadsöverträdelse som Doronin begick. Det beslutades att illegala verk ska rivas av Doronin och, om han inte gör det, av Sant Josep Town Hall.  
I mars 2022 stämde Doronin Korangy Publishing, utgivaren av tidskriften The Real Deal, för 20 miljoner dollar, och hävdade att en artikel den 27 februari 2022 som publicerades på webbplatsen felaktigt påstod att Doronin och Aman Resorts stöder Putinregimen och invasionen av Ukraina och att Doronin är en rysk medborgare och att sådana uttalanden, som upprepades i artiklar den 1 och 2 mars 2022, visade på en "riktad kampanj för trakasserier " mot Doronin. Korangy Publishing svarade med att retroaktivt redigera innehållet i sina onlineartiklar om Doronin och i juli 2022 avbröt Doronin sin rättegång.
I april 2022 lämnade Doronin in en ärekränkningsprocess Swift Communications, ett holdingbolag, som äger The Aspen Times efter att tidningen publicerat åsiktsartiklar och ett brev till redaktören, som antydde att Doronin använde sin Aspen-investering för att tvätta smutsiga pengar från Ryssland. Doronin begärde att Swift Communications skulle åläggas straffskadestånd, och hävdade att "The Aspen Times" "…har valt att … sensationalisera en falsk berättelse som riktar sig mot Mr. Doronin bara för att han föddes i det som idag är Ryssland…".  Enligt Doronins domstolshandlingar tjänade han sin förmögenhet på ett legitimt sätt och kunde inte betraktas som en rysk oligark, eftersom "…oligarker inte bara är rika individer av ryskt ursprung; de är individer som har samlat på sig sina rikedomar genom exploatering av ryska naturresurser, korrupt styrning av ryska statsägda företag och nära politisk anknytning till Vladimir Putin.” Denna beskrivning, hävdade stämningen, passar inte Doronin.   Under tiden för stämningen avbröts bevakningen av Doronin av utgivaren. Spänningen över saken resulterade i att redaktören Andrew Travers sparkades. Den rättsliga talan avgjordes genom konfidentiell överenskommelse och avvisades den 27 maj 2022.
I mars 2022 beordrade Moskvas skiljedomstol OOO Ballini, ett fastighetsförvaltningsföretag grundat av Doronin, att gå i konkurs.

## Konstsamling
Doronin samlar inte bara konstverk av avantgardekonstnärer ( Kazimir Malevich och El Lissitzky ), utan också av samtida konstnärer som Jean-Michel Basquiat, Anish Kapoor, Ed Ruscha, Richard Prince, Urs Fisher, Frank Stella, Julian Schnabel. 2009 startade han Capital Group Art Foundation, en stiftelse för att stödja konstnärer.
Doronin har nära band bland konstvärlden: konstnärer, gallerister och återförsäljare. Han har blivit vän med några av dem. Doronins vänner inkluderar Tony Shafrazi, en gallerist och återförsäljare i New York, som lärde honom om samtidskonst och den bortgångne skådespelaren och fotografen Dennis Hopper.

## Privatliv
Doronin var i ett förhållande med den engelska supermodellen Naomi Campbell från 2008 till 2013. Han har varit i ett förhållande med Kristina Romanova sedan 2015.
Doronin har ett hem i Miami, Florida, och äger en lägenhet i One Hyde Park.
Han föddes i Sovjetunionen och avsade sig sitt sovjetiska medborgarskap 1986. Han har sedan dess blivit svensk medborgare. Han är också bosatt i Schweiz.
I en intervju med Forbes 2016 sa Doronin att han ofta reser till Moskva där han äger ett företag och för att besöka vänner. 2018 avslutade Doronin att bygga Capital Hill Residence, hans privata bostad i Barvikha, en prestigefylld stadsdel utanför Moskva. Fastigheten, ritad av Zaha Hadid, har 3 300 kvm. utrymme och inkluderar en swimmingpool, spa och ett bibliotek och uppskattades ha ett marknadsvärde på 140 miljoner dollar. Tomten och själva fastigheten är registrerade i Doronins mammas namn, Zinaida.
 
Doronin är en vän till Leonardo DiCaprio. I november 2010 var Doronin och hans dåvarande partner Naomi Campbell bland arrangörerna av välgörenhetsevenemanget Help the Tiger, som ägde rum på Mikhailovsky-teatern i St. Petersburg och där DiCaprio och Vladimir Putin deltog.

## Utmärkelser och erkännande
För sina bidrag till den rysk-ortodoxa kyrkan har Doronin dekorerats av patriark Alexy II, patriark av Moskva och hela Ryssland, primaten av den ryska ortodoxa kyrkan.
2010 vann Doronin priset "Årets affärsman" i Ryssland. Prisutdelningen ägde rum den 25 februari 2010 i Kreml i Moskva.
Den 31 december 2010 tilldelade Vladimir Putin i sitt dekret N2502-p Vladislav Doronin ett förtjänsttecken från Ryska federationens regering och uttryckte sin tacksamhet för Doronins roll i organiserandet av välgörenhetsevenemanget till stöd för den försvinnande tigerarten, där Putin och DiCaprio närvarade.
I augusti 2016 inkluderades Doronin i Surface Magazines Power 100-lista över framstående personer, inklusive 15 inom fastigheter och gästfrihet.
Enligt Building.ru är Doronin en av de tio mest professionella utvecklarna i Ryssland. Hans OKO-torn i centrala Moskva är 1 160 fot högt, vilket gör det till Europas högsta färdigställda skyskrapa. Doronin erkändes som chef för listan över "Top 1000 Russian Managers Rating 2011" i kategorin utveckling. Doronin utsågs till en av "Kungarna av ryska fastigheter" av Forbes 2014.
2015 erkände New York Post Doronin på sin lista över "De 20 största maktaktörerna i fastigheter i New York City." I juni 2022 erkändes han som en av de 100 mäktigaste människorna inom global gästfrihet av International Hospitality Institutes Global 100.